# Graphium macareus
Graphium macareus är en fjärilsart som först beskrevs av Jean Baptiste Godart 1819.  Graphium macareus ingår i släktet Graphium och familjen riddarfjärilar. Inga underarter finns listade i Catalogue of Life.

## Bildgalleri

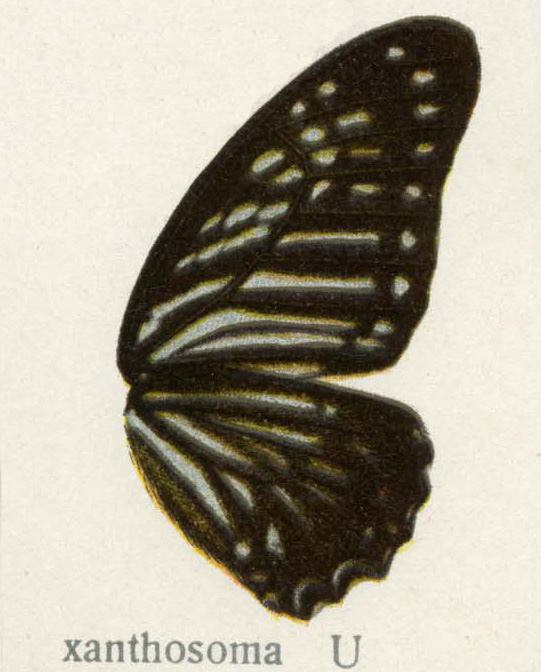
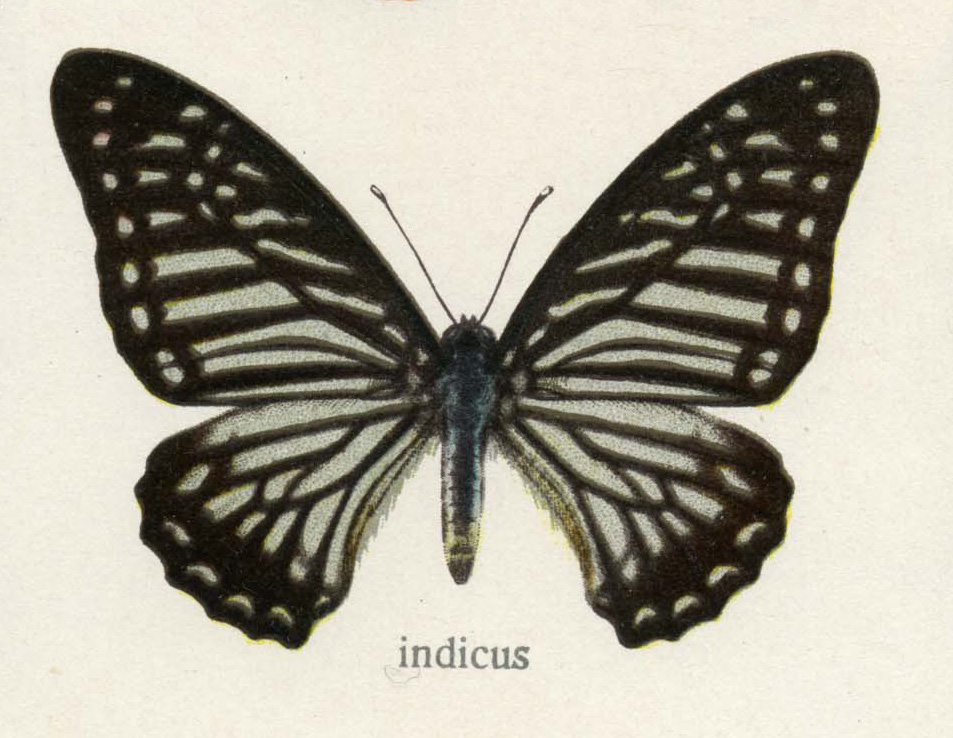